# Odontonema liesneri
Odontonema liesneri är en akantusväxtart som beskrevs av D.C. Wasshausen. Odontonema liesneri ingår i släktet Odontonema och familjen akantusväxter. Inga underarter finns listade i Catalogue of Life.